# Raxruhá
Raxruhá (irrtümlich auch Raxrujá geschrieben) ist ein Ort in Guatemala und Verwaltungssitz der gleichnamigen Großgemeinde (Municipio) im Departamento Alta Verapaz. In dem 533 km² großen Municipio leben rund 35.000 Menschen, in Raxruhá etwa 3.000.

## Geografie
Raxruhá liegt im nördlichen Tiefland von Alta Verapaz auf etwa 200 m Höhe. Das Klima ist tropisch-heiß.
Das Municipio grenzt im Osten an die Gemeinde Fray Bartolomé de Las Casas, im Süden an San Pedro Carchá, im Westen an Chisec und im Norden an das Departamento Petén.

## Bevölkerung
Die Bevölkerung gehört größtenteils zur Maya-Volksgruppe Kekchí, der Rest sind Ladinos. Das Municipio umfasst 17 Landgemeinden („Aldeas“), die sich in 44 Weiler untergliedern.

## Geschichte
Raxruhá war bis 2008 Teil des Municipios Chisec. Mit einem Gesetz vom 20. Februar 2008 wurde Raxruhá von Chisec ausgegliedert und zum eigenständigen Municipio erhoben. Chisec verlor dabei ein Drittel seines Gemeindegebietes und ist jetzt nur noch etwa 900 km² groß. Der Kekchí-Name Raxruhá bedeutet „Grünes Wasser“ und bezieht sich auf die zahlreichen Quellen in der Umgebung.

## Wirtschaft und Verkehr
Raxruhá liegt etwa 120 km nordöstlich von Cobán, der Hauptstadt von Alta Verapaz. Von dort aus ist es über die teilweise sehr schlecht ausgebaute Nationalstraße 5 zu erreichen, die dann weiter bis nach Petén führt. Von Izabal aus führt die Fernstraße Franja Transversal del Norte in westlicher Richtung bis nach Raxruhá und weiter nach Osten (im Bau). Wichtigster Wirtschaftszweig ist die Landwirtschaft und die Viehzucht. Von touristischer Bedeutung sind die Candelaria-Höhlen mit dem gleichnamigen Fluss.